# Plaza de San Fernando (Carmona)

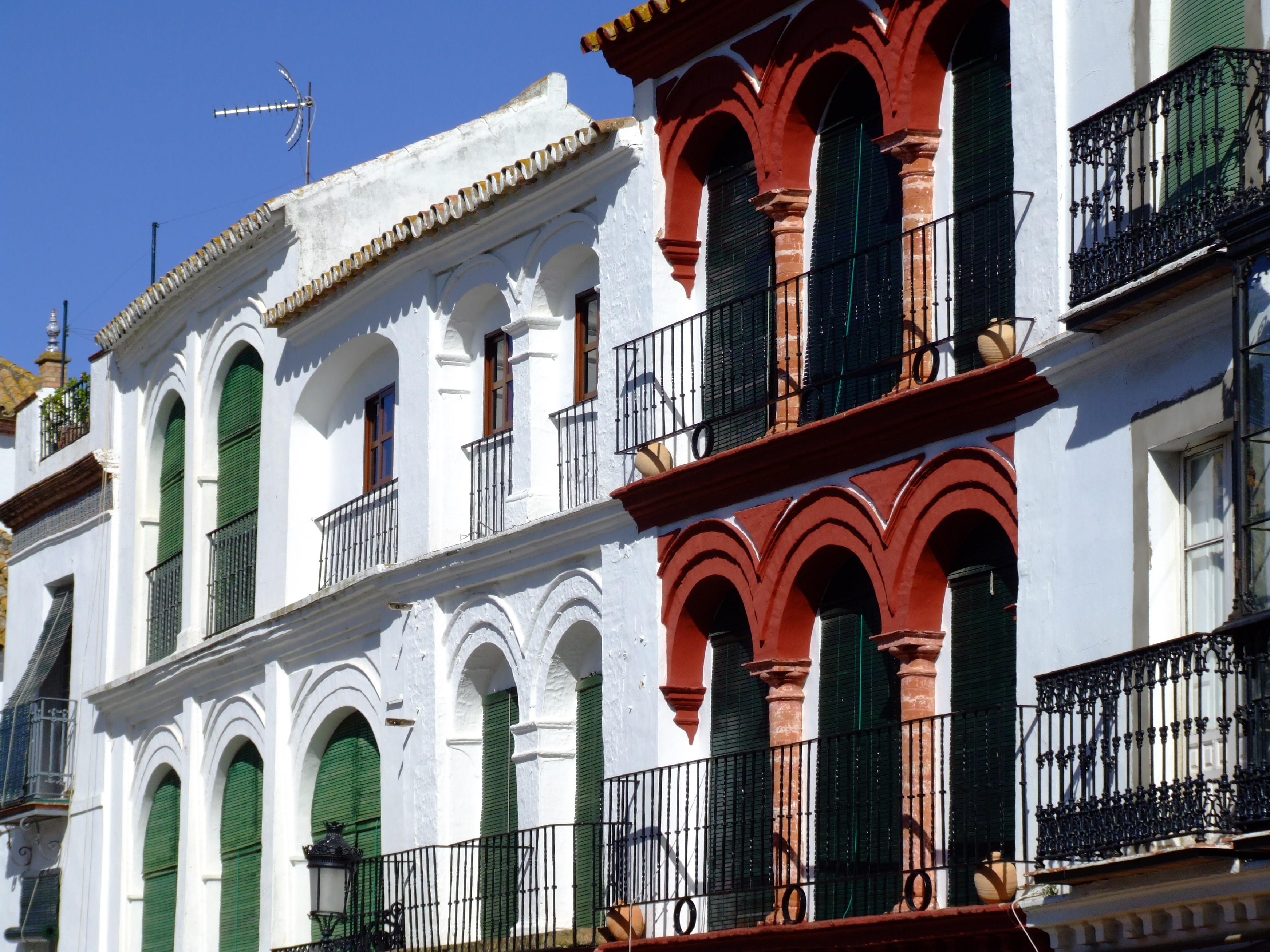
Edificios

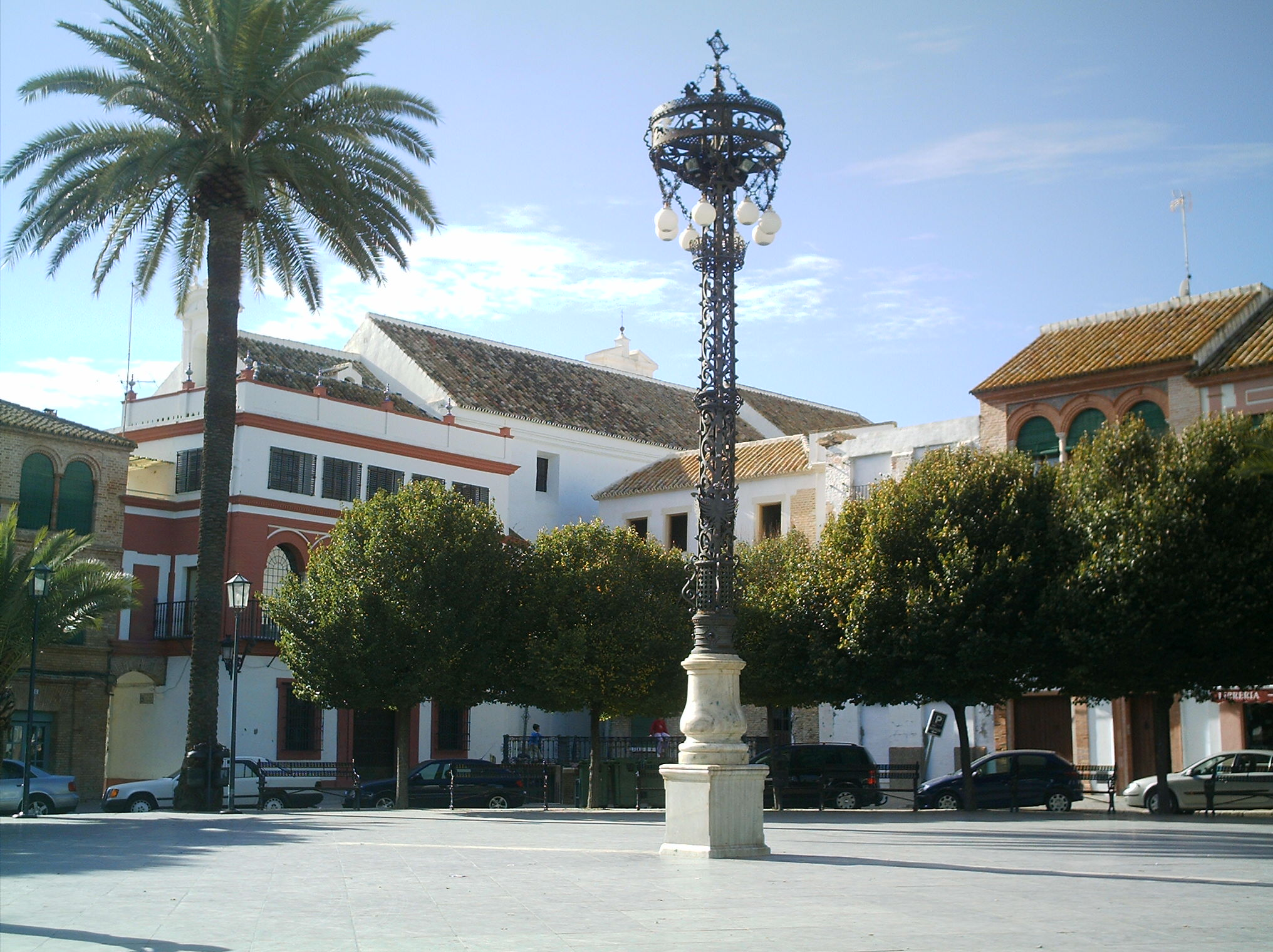
Centro de la plaza

La plaza de San Fernando  conocida también como plaza de Arriba, es una plaza de la localidad de Carmona (Sevilla, Andalucía, España) en la intersección de las calles Prim y Martín López.

## Historia
Está situada en la intersección del cardo y el decumano, donde se encontraba el foro romano. 
En el siglo XVI tenía forma de rectángulo cerrado, pero, a causa de una equivocación en un proyecto de restauración, adquirió apariencia circular. 
Desde los balcones se podían presenciar las celebraciones públicas, como corridas de toros.

## Edificios de interés
Destaca el edificio situado en el flanco oeste, construido en el siglo XVI, de estilo mudéjar, decorado con azulejos de cuenca o arista. Junto a este se encuentra el antiguo edificio del ayuntamiento, en el que sobresale el balcón galería con cuatro columnas de mármol blanco entre arcos de medio punto.
En el lado oriental de la plaza se localizan algunos edificios de finales del siglo XVI y principios del XVII, con galerías porticadas.
En el lado sur se levanta un edificio del siglo XVIII, en el que destaca su mirador central.